# 球齿龙属
球齒龍（Globidens）又称圆齿龙，意為「球狀牙齒」，是滄龍科的一個屬，模式種為 阿拉巴馬球齒龍 (Globidens alabamaensis)。

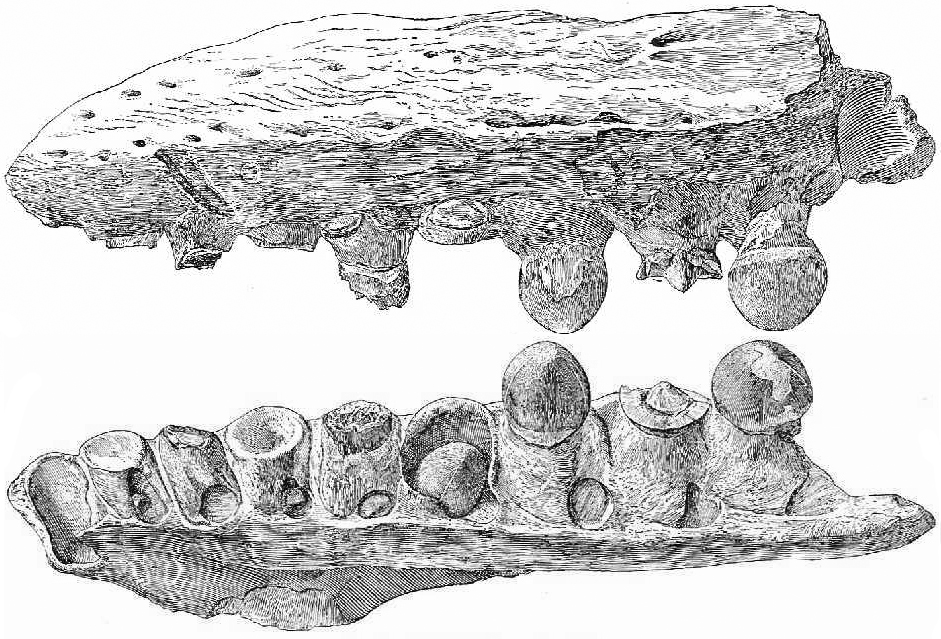
阿拉巴馬球齒龍的左上頜骨

球齒龍是屬於中型的滄龍類，身長為6公尺，擁有流線型的身體、扁平的尾部與強而有力的下頜。球齒龍的牙齒與其他滄龍類非常不同，大部分的滄龍類都具有尖銳的牙齒用來撕裂獵物，適合獵捕魚類或其他海洋爬行動物如別種中小型滄龍類及蛇頸龍類等。雖然有些滄龍類也偶爾會去捕食帶硬殼的軟體動物，不過球齒龍更特殊，牠們擁有半球狀特化的牙齒，更適合壓碎海龜、菊石類、鸚鵡螺與貝類等防禦力高動物的外殼。就像滄龍一樣，球齒龍擁有密切接合的下頜與堅硬的頭部，這些特徵無疑是非常適合去咬破軟體動物的硬殼。
體型較小的Carinodens，被認為是圓齒龍的姐妹分類單元。